# Ghaleb Rida
Ghaleb Rida (en arabe : غالب رضا), né le 10 juillet 1981, à Nabatieh, au Liban, est un joueur libanais de basket-ball. Il évolue au poste d'arrière.